# Russisk Turkestan
Russisk Turkestan (russisk: Русский Туркестан, Russkij Turkestan) var den vestlige del af Turkestan i det russiske imperium (administreret som en kraj eller generalguvernement), der omfatter oaseområdet syd for den kasakhiske steppe, men ikke protektoraterne Bokhara-emiratet og Khiva-khanatet.

## Etablering
Selvom Rusland havde ekspanderet sydpå ind på stepperne fra Astrakhan og Orenburg siden Khivan-ekspeditionen initieret af Peter den Store i 1717, bliver starten på den russiske koloniale erobring i Turkestan normalt dateret til 1865. Dette år erobrede de russiske styrker byen Tasjkent under ledelse af general Mikhail Chernyajev og udvidede territorierne under Turkestan Oblast (en del af Orenburg Generalguvernement). Chernyajev havde overskredet sine ordrer (han havde kun 3.000 mænd under sin befaling på det tidspunkt), men regeringen i Sankt Petersborg anerkendte alligevel annekteringen. Denne blev hurtigt efterfulgt af erobringen af Khodzhent, Dzhizak og Ura-Tyube, der kulminerede i annekteringen af Samarkand og den omkringliggende region ved Zeravshan-floden fra Bokhara-emiratet i 1868, der dannede Zeravsh Special Okrug i Turkestan.
En redegørelse for den russiske erobring af Tasjkent blev skrevet i "Urus leshkerining Türkistanda tarikh 1262-1269 senelarda qilghan futuhlari" af Mullah Khalibay Mambetov. 

## Udvidelse
I 1867 blev Turkestan etableret som et særskilt general-guvernement under sin første generalguvernør Konstantin Petrovich Von Kaufman. Hovedstaden var Tasjkent, og den bestod oprindeligt af tre oblaster (provinser): Syr Darya, Semirechye Oblast og Zeravshan Okrug (senere Samarkand Oblast). Til disse blev der i 1873 tilføjet Amu Darya Division (Russisk: отдел, otdel), der blev erobret fra Khiva-khanatet, og i 1876 dannede Fergana Oblast fra den resterende del af Kokand-khanatet, hvilket blev opløst efter et oprør i 1875. I 1894 blev den transkaspiske region, der blev erobret i 1881-1885 af generalerne Mikhail Skobelev og Mikhail Annenkov, tilføjet til generalguvernementet.

## Kolonisation
Administrationen af regionen havde en næsten rent militær karakter. Von Kaufman døde i 1882, og et udvalg under Fedor Karlovich Giers (eller Girs, broder til den russiske udenrigsminister Nikolaj Karlovich Giers) rejste rund i krajen og udarbejdede reformforslag, der blev gennemført efter 1886. I 1888 nåede den nye Trans-kaspiske jernbane, begyndt i Uzun-Ada ved kysten af det Kaspiske Hav i 1877, frem til Samarkand. Ikke desto mindre var Turkestan forblevet en isoleret kolonimæssig forpost med en administration, som bevarede mange karakteristiske træk fra de tidligere islamiske regimer, herunder kadi-domstole og en "indfødt" administration, der decentraliserede megen magt til lokale aksakaler (ældsteråd). Det var helt ulig det europæiske Rusland. I 1908 ledte grev Konstantin Konstantinovich Pahlen en ny reformkommission til Turkestan, der i 1909-1910 skrev en monumental rapport, der dokumenterede administrativ korruption og ineffektivitet. Den Jadid-uddannelsesreformbevægelse, der stammede fra tatarerne, spredtes blandt muslimerne i Centralasien under det russiske styre.
En politik med bevidst håndhævelse af den anti-moderne, traditionelle, antikke konservative islamiske uddannelse i skoler og islamisk ideologi blev håndhævet af russerne for bevidst at hæmme og ødelægge modstand mod deres styre ved at holde dem i stand til at forebygge udenlandske ideologier fra at trænge ind.
Russerne implementerede turkificering på Ferghana og Sarmakand-tadsjikerne, der erstattede tadsjikisk sprog med usbekisk, hvilket resulterede i et usbekisk dominerende talende Samarkand, mens årtier før tadsjisk var det dominerende sprog i Samarkand.

## Basmachi
I 1897 nåede jernbanen Tashkent, og endelig i 1906 blev der åbnet en direkte jernbaneforbindelse med det europæiske Rusland på tværs af steppen fra Orenburg til Tasjkent. Dette førte til meget større antal etniske russiske bosættere, der flyttede ind i Turkestan, end hidtil var tilfældet, og deres bosættelse blev overvåget af en specielt oprettet migrationsafdeling i Sankt Petersborg (Переселенческое Управление). Dette medførte stor utilfredshed blandt lokalbefolkningen, da disse bosættere tog de knappe jord- og vandressourcer væk fra dem. I 1916 udløste denne utilfredshed Basmachi-oprøret, der blev udløst af et dekret, der tvang de indfødte ind i arbejdsbataljoner (de havde tidligere været undtaget fra militærtjeneste). Tusindvis af bosættere blev dræbt, og dette blev modsvaret af russiske repressalier, især mod den nomadiske befolkning. For at undslippe russere, der slog dem i 1916, undslap uzbekere, kazakhere og kirgisere til Kina. Xinjiang blev et fristed for de flygtede kasakhere undslippe russerne, efter at muslimerne blev pålagt værnepligt af den russiske regering. Turkmenerne, Kirgisierne og Kasakherne blev alle påvirket af opstanden fra 1916 forårsaget af den russiske regerings krav om værnepligt. Værnepligten blev dekreteret den 25. juni 1916. Ordren var ikke rigtig blevet gennemført på det tidspunkt, hvor februarrevolutionen fandt sted i 1917. Denne skulle indlede et endnu blodigere kapitel i Turkestans historie, efter som bolsjevikkerne fra Tashkent-sovjetten, der udelukkende bestod af russiske soldater og jernbanearbejdere uden muslimer blandt medlemmerne, lancerede et angreb på den autonome Jadid-regering i Kokand i begyndelsen af 1918, hvilket efterlod omkring 14.000 døde. Modstand mod bolsjevikkerne af den lokale befolkning (betegnet som "Basmachi" eller "Banditry" af sovjethistorikere) fortsatte frem til begyndelsen af 1930-erne.

## Guvernører
Turkestan havde 21 generalguvernører.
- 1865–1867 Mikhail Grigoryevich Chernyaev (Militærguvernør)
- 1866–1867 Dmitri Ilyich Romanovskiy (civil Guvernør)
- 1867–1881 Konstantin Petrovich von Kaufman
- 1881–1882 Gerasim Alexeevich Kolpakovsky
- 1882‒4 Mikhail Chernyayev
- 1884‒9 Nikolai Rozenbakh
- 1889–1898 Alexander Borisovich Vrevsky
- 1898–1901 Sergey Mikhailovich Dukhovsky
- 1901–1904 Nikolay Alexandrovich Ivanov
- 1904–1905 Nikolay Nikolayevich Tevyashev
- 1905–1906 Vsevolod Victorovich Zaharov
- 1906 Demyan Ivanovich Subbotin
- 1906 Yevgeny Osipovich Matsievsky
- 1906–1908 Nikolai Ivanovich Grodekov
- 1908–1909 Pavel Ivanovich Mischenko
- 1909–1910 Alexander Vasilyevich Samsonov
- 1910–1911 Vasiliy Ivanovich Pokotilo
- 1911–1914 Alexander Vasilyevich Samsonov (restored)
- 1914–1916 Fedor Vladimirovich Martson
- 1916 Mikhail Romanovich Yerofeyev
- 1916‒17 Aleksey Kuropatkin